# Aurelia Josz
Aurelia Josz (* 3. August 1869 in Florenz, Italien; † 30. Juni 1944 in Auschwitz) war eine italienische Autorin und Pädagogin. Sie gründete in Italien die erste Landwirtschaftsschule für Frauen.

## Leben und Werk

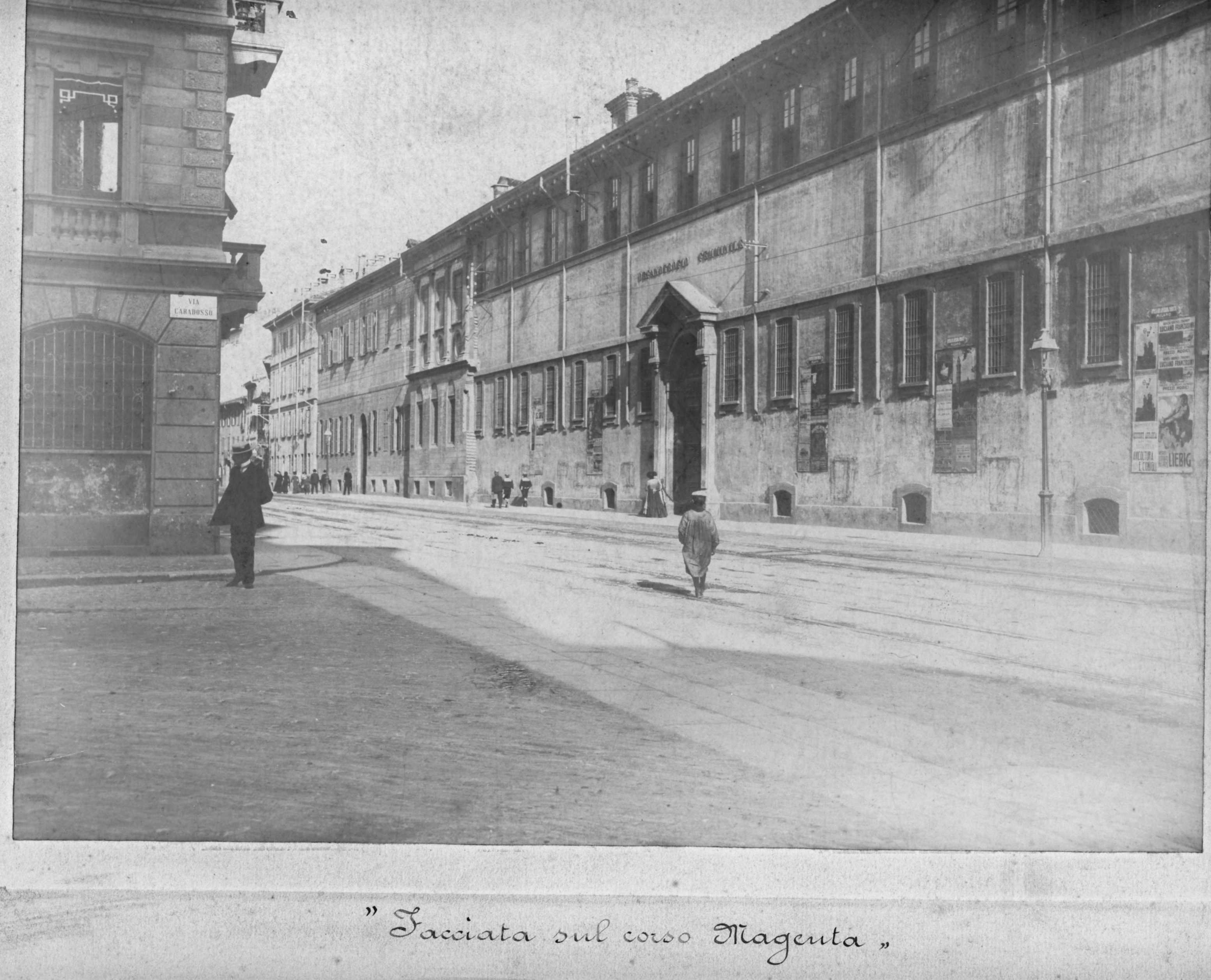
Palazzo delle Stelline im frühen zwanzigsten Jahrhundert

Josz war eine Tochter von vier Kindern des Graveurs Lodovico Josz und Emilia Finzi. Ihr Vater hatte in Triest studiert und war nach einem Aufenthalt in Paris nach Florenz gezogen, wo er ab 1875 für die Versorgung der italienischen Post mit Briefmarken zuständig war. Josz graduierte in Florenz am Regio Istituto superiore di Magistero femminile in italienischer Literatur und erwarb die Befähigung, Geschichte und Geographie an der Universität Pavia zu unterrichten. 1890 zog sie nach Mailand, um an der Scuola normale Gaetana Agnesi zu unterrichten, wo sie von 1906 bis 1920 einen Lehrstuhl hatte. Sie experimentierte hier mit neuen Lehrmethoden. Sie unterstützte die Einführung von Theateraktivitäten in der Schule als Werkzeug für die Annäherung an historisches Wissen. Sie veröffentlichte zwei Geschichtshandbücher, 1894 La storia di Roma ad uso delle scuole secondarie  und 1899 La storia d'Italia nel medioevo per le scuole complementari e tecniche.

## Schulgründung
1901 gründete Josz im Mailänder Mädchenwaisenhaus Palazzo delle Stelline die erste Landwirtschaftsschule für Frauen (SPAF). Die Initiative war eine der von der Frauenunion in Mailand geförderten Initiativen, die sich an Jugendliche und Heranwachsende in besonderen Notlagen richteten, um sie an einen qualifizierten Beruf heranzuführen. Als Vorbild dienten die belgischen Écoles ménageres, wo eine Berufsausbildung in praktisch-experimentellen Formen erworben wurde. 1905 zog das Internat in den Stadtteil Niguarda und wurde zu einem Bauernhof, auf dem die Schülerinnen gegen eine bescheidene Gebühr lebten. Zulassungsvoraussetzungen waren das Mindestalter von 14 Jahren und der Hauptschulabschluss. Die Ausbildung der Studentinnen war mit der Förderung einer moderneren Landwirtschaft verbunden. Die Schule erregte die Aufmerksamkeit prominenter Agronomen in Italien und im Ausland, die anboten, Kurse über Seidenraupenzucht und Imkerei zu unterrichten. Für ihre Pionierarbeit wurde Josz 1914 mit der Goldenen Medaille des Kultusministeriums ausgezeichnet.
Mit der Gründung eines Konsortiums zwischen dem Landwirtschaftsministerium, der Provinz und der Stadt Mailand in eine gemeinnützige Organisation umgewandelt, erhielt die SPAF 1921 den ersten Meisterkurs in Landwirtschaft für zukünftige Landlehrer. Die Schule wurde 1931 geschlossen und 1933 unter einer neuen, mit dem Regime in Einklang stehenden Leitung wiedereröffnet.
In den 1930er Jahren gründete Josz im Auftrag der Regierung in sechs Monaten die Landwirtschaftsschule von Sant’Alessio in der Provinz Rom. Die Schule wurde jedoch einem dem Regime gefälligeren Direktor anvertraut. Aufgrund ihrer Weigerung, den Parteiausweis anzunehmen und den Eid auf den Faschismus zu unterschreiben, wurde sie als Direktorin der Schule in Niguarda entlassen.
1931 gab sie auch die Lehrtätigkeit auf und schrieb literarische Essays. Sie zog mit ihrer Schwester nach Alassio und konnte gegen Ende 1943 aus gesundheitlichen Gründen nicht den anderen Familienmitgliedern auf deren Flucht in die Schweiz folgen. Sie suchte Zuflucht in einem Nonnenkloster, wo sie 1944 verhaftet wurde. Sie wurde in die Gefängnisse in Marassi in Genua gebracht und von dort zunächst in das Durchgangslager Fossoli, dann in das KZ Auschwitz-Birkenau deportiert. Hier kam sie am 30. Juni 1944 an und starb einen Tag später.
Das Botanische Museum der Stadt Mailand ist nach Aurelia Josz  benannt. Der Aurelia Josz Milano Award  ist ein nach ihr benannter fotografischer und literarischer Preis.

## Veröffentlichungen (Auswahl)
- La storia di Roma, ad uso delle scuole secondarie, secondo I vigenti programmi . Milano, Libr. Edit. Galli di C. Chiesa e F. Guindani, 1894.
- La storia di Roma conforme ai programmi governativi delle scuole complementari e tecniche . Milano, Casa Tip. Edit. Ditta Giacomo Agnelli, 1899.
- Dell'ufficio della scuola normale in servigio della diffusione delle conoscenze geografiche e di alcuni mezzi didattici atti a promuoverla efficacemente. Milano, Tip. Bellini, 1901.
- Prolusione al Corso teorico-pratico di agraria inaugurato presso l'orfanotrofio femminile per cura del Comitato promotore dell'istruzione agricola della donna, Milano, 8 Dicembre 1903 . Milano, Casa Edit. Ditta Giacomo Agnelli, 1903.
- Le scuole femminili agrarie all'estero: note ed impressioni di viaggio. Milano, s. e., 1905.
- Lo studio della topografia nelle scuole primarie e secondarie. Venezia, C. Ferrari, 1908.
- Relazione e programma della scuola pratica agricola femminile in Niguarda (Milano) nel suo 8 anno di vita. Milano, Tip. Agraria, 1910.
- Salomone Fiorentino. Roma, Rassegna Nazionale, 1926.
- La donna e lo spirito rurale: storia di un'idea e di un'opera. Milano, Vallardi, 1932.
- Matteo Maria Boiardo: 1434–1494. Torino, G. B. Paravia e C., 1936.
- Severino Boezio nel dramma della romanità: visione nella storia. Milano, Treves, 1937.